# Campanar de Gràcia
El Campanar de Gràcia o Torre del Rellotge és al mig de la plaça de la Vila de Gràcia de Barcelona i està catalogada com a bé cultural d'interès local. Es pot visitar el segon i quart dissabte del mes, en grups de cinc persones màxim.

## Història
Va ser projectada per l'arquitecte municipal Antoni Rovira i Trias entre 1862 i 1864, quan Josep Balasch i Solé era batlle de Gràcia. La idea de fer una torre al mig de la plaça va ser motivada pel fet que cap de les parròquies de Gràcia d'aquell temps tenia un campanar alt, i a més eren fora del nucli antic de la Vila. El rellotger suís Albert Billeter va dissenyar el rellotge que corona la torre que, amb quatre esferes es podia guaitar des de qualsevol punt de la vila.
En origen, la torre tenia tres graons que circumdaven la base, avui dia desapareguts per l'elevació del nivell de la plaça. Té dues campanes. La campana que remata la construcció —coneguda popularment com la Marieta— és obra d'Isidre Pallarès. El 1929, la pressió popular va fer restituir la campana al seu lloc, després d'un intent de fondre-la per a la torre rellotge de l'Exposició Internacional a la plaça d'Espanya.
Símbol inqüestionable del barri, es feu famosa per la Revolta de les Quintes (1870), en la repressió de la qual fou deteriorada i posteriorment restaurada el 1882. Des d'aleshores ha sofert freqüents restauracions i operacions de neteja, darrerament el 1983.

## Descripció
Amb gairebé 33 m d'alçada, és la torre pública més alta del districte. Tot i que està construïda majoritàriament amb carreus de pedra, es va emprar maó per a les finestres, les franges verticals que la decoren i els angles de l'estructura. Presenta una sòlida base quadrada de pedra, rematada en cadascuna de les quatre cares amb els escuts de la vila de Gràcia, de Barcelona, del Principat de Catalunya i de les armes de la reina Isabel II. Al pany de la base que afronta a l'edifici de l'Ajuntament hi ha una font —emmarcada per un gran arc— que presenta dues canelles esculpides amb forma de cara que expulsen l'aigua per la boca. A la banda superior de la font, emmarcada també per l'arc, hi ha una placa commemorativa que recorda 1864, l'any de construcció, els danys patits durant la sublevació popular de les quintes de 1870 i la restauració de 1882.
Damunt de la base quadrada es desenvolupa el cos de planta octogonal tot i que les vuit cares no presenten una mida unitària sinó que les que conformen els angles son més petites i projectades, més aviat, com una mena de xamfrà. És per aquest motiu que les finestres que s'obren a la torre es disposen només a les quatre cares principals que coincideixen amb les del quadrat de la planta baixa. La torre s'organitza en alçat en tres nivells clarament diferenciats, el primer dels quals es desenvolupa directament a sobre del pòdium quadrat i es remata amb una gran cornisa. Aquesta cornisa és decorada amb dotze plaques esculpides que representen el zodíac i que en constitueixen l'element més emblemàtic, és l'única torre civil de la Vila de Gràciaenmig de campanars d'església.
El següent cos, de més alçària que l'anterior, disposa de dos grups de finestres que es configuren com petites obertures de maó disposat en sardinell i que queden emmarcades per les franges verticals de maó que decoren la torre. Aquestes franges es desenvolupen fins a la cornisa que clou aquest segon cos i es rematen amb una mena d'arcs que recorden els de les construccions del romànic de muntanya. Aquesta cornisa —que separa el segon cos de la torre del coronament— es desenvolupa a manera de voladís corregut, fet que dona origen a un element de circulació que envolta el darrer pis. Aquesta balconada correguda amb barana de ferro, té sentit per la mateixa estructura de la construcció: una torre campanar amb rellotge.
Al darrer pis es disposa un rellotge de quatre esferes que es veu des de qualsevol punt de la vila. La maquinària va ser construïda pel rellotger d'origen suís Albert Billeter, autèntic precursor dels rellotges elèctrics a Espanya. Tot rematant l'estructura, es disposa una gran campana obra d'Isidre Pallarès i decorada amb frisos molt treballats, l'escut de Gràcia i relleus de Sant Isidre, la Mare de Déu de Gràcia i el Santíssim Sagrament.
A la planta baixa, hi ha una porta per a accedir a l'interior de la torre, on hi ha una escala en espiral de volta seguida i sense replans que permet arribar a la maquinària del rellotge.